# Neustadt (Salisburgo)

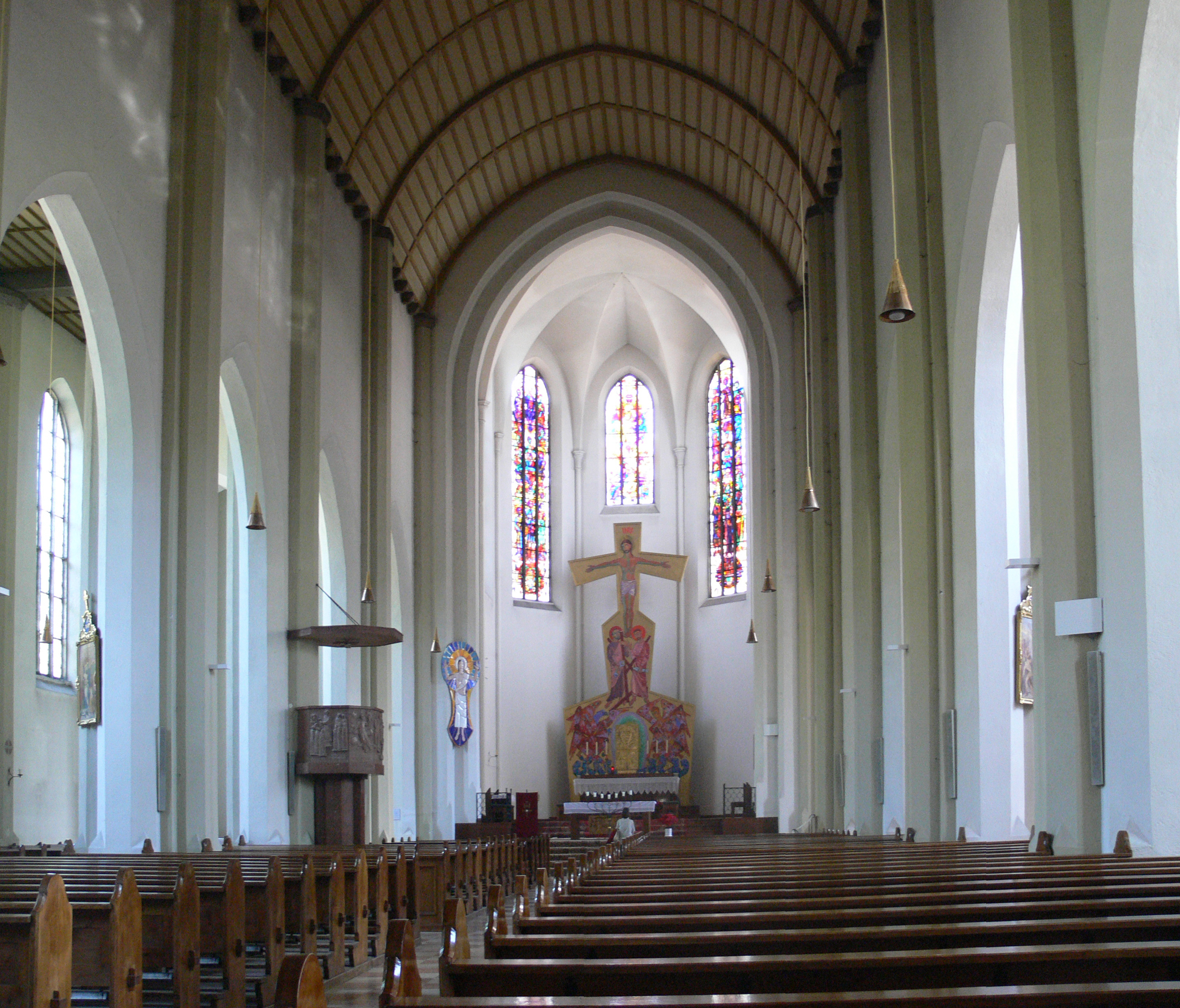
Interno dell'Andräkirche

Neudstadt è uno dei 24 quartieri nei quali venne divisa città austriaca di Salisburgo. Questo quartiere appartiene al Patrimonio dell'umanità dell'UNESCO, titolo attribuito al centro storico della città di Salisburgo.